# Răzvan Cociș
Răzvan Cociș (wym. [rəzˈvan ˈkɔtʃiʃ]; ur. 19 lutego 1983 roku w Klużu-Napoce) – rumuński piłkarz, występujący na pozycji prawego pomocnika, a wcześniej napastnika, reprezentant Rumunii.

## Kariera piłkarska

### Kariera klubowa
Jest wychowankiem klubu CUG Cluj, skąd szybko przeniósł się do drugoligowej Universitatei Cluj. Grał w niej przez trzy sezony, ale dopiero w ostatnim – 2003–2004 – w pierwszej jedenastce. W 2004 roku został zawodnikiem mołdawskiego Szeriffu Tyraspol, z którym zdobył dwa tytuły mistrza kraju i jeden Puchar. Zimą 2007 przeszedł do rosyjskiego Lokomotiwu Moskwa. W 2010 roku powrócił do Rumunii, gdzie został piłkarzem FC Timiszoara. Latem 2010 odszedł do saudyjskiego klubu An-Nassr. W lutym 2011 został wypożyczony do ukraińskiego pierwszoligowego zespołu Karpaty Lwów. Latem 2011 podpisał 3-letni kontrakt z FK Rostów. 12 września 2013 jako wolny agent zasilił skład ukraińskiej Howerły Użhorod. W czerwcu 2014 po wygaśnięciu kontraktu opuścił zakarpacki klub. W lipcu 2014 przeniósł się za ocean do Chicago Fire W 2016 roku zakończył tam karierę.

### Kariera reprezentacyjna
W reprezentacji Rumunii zadebiutował, kiedy selekcjonerem został Victor Pițurcă, w sierpniu 2005 roku w meczu eliminacji do Mundialu 2006 z Andorą. Od tej pory regularnie otrzymuje powołania.

## Sukcesy i odznaczenia
- mistrz Mołdawii: 2005, 2006 z Szeriffem Tyraspol
- zdobywca Pucharu Mołdawii: 2006 z Szeriffem Tyraspol
- zdobywca Pucharu Rosji: 2007 z Lokomotiwem Moskwa